# Joseph Pop
Pour les articles homonymes, voir Pop.
Joseph Pop est un moine et prélat orthodoxe roumain.

## Biographie
Il est depuis 2001 à la tête de la Métropole orthodoxe roumaine d'Europe occidentale et méridionale. Il est également higoumène du monastère de la Protection-de-la-Mère-de-Dieu, à Limours, qui est le siège de cette juridiction.

## Ouvrages
- À l'école de l'amour sacrificiel, Limours, Apostolia, 2016  (ISBN 979-10-91445-20-7).
- La Secrète Inclination du cœur, Apostolia, 2017  (ISBN 979-10-97454-13-5).
- Dans ce monde, vous aurez des tribulations, mais prenez courage, j'ai vaincu le monde ! : du martyre sanglant au martyre intérieur, Apostolia, 2017  (ISBN 979-10-91445-23-8).
- De mon sein je t'ai engendré avant l'étoile du matin (Ps 109,3) : sur la Nativité du Seigneur, Apostolia, 2018  (ISBN 979-10-97454-33-3).
- J'ouvrirai vos tombeaux et vous saurez que je suis le Seigneur (Ez 37,13) : sur la Résurrection du Seigneur, Apostolia, 2018  (ISBN 979-10-97454-35-7).
- Retrouvez un cœur humble, Apostolia, 2018  (ISBN 979-10-97454-16-6).
- La Voie du difficile amour, Apostolia, 2023.